# Ionotropní receptor
1. Ionotropní receptor
2. ionty
3. ligandy

Jakmile se Ligandy navážou na receptor, iontový kanál, v receptoru se otevře, což umožňuje iontům projít přes buněčnou membránu.

Ionotropní (nebo ligandem řízený iontový) kanál (angl. LGIC-Ligand-gated ion channel) je transmembránový iontový kanál ve formě proteinu, který se otevře pro ionty Na+, K+, Ca2+, a/nebo Cl− a ty mohou projít přes membránu v reakci na předchozí vazbu chemického posla (ligandu), převážně neurotransmiteru.
Po excitaci presynaptického neuronu se uvolňuje neurotransmiter z vezikul do synaptické štěrbiny. Neurotransmiter se pak váže na receptory nacházející se na membráně postsynaptického neuronu., což způsobí konformační změnu a iontové kanály se otevřou a dochází k toku iontů přes buněčné membrány. Výsledkem je podle směru toku  depolarizace, pro excitační odpověď, nebo hyperpolarizace pro inhibiční odpověd.
Tyto proteiny jsou obvykle složeny z alespoň dvou různých transmembránových domén s iontovým kanálem a extracelulární doménu s alosterickým vazebným místem pro navázání ligandu. Funkce těchto receptorů se uplatní u synapse při okamžitém převodu chemického signálu v presynapsi uvolněného transmiteru do postsynaptického elektrického signálu. Reakce ionotropních receptorů se liší podle alosterického ligandu, blokátory kanálu, ionty, nebo membránového potenciálu. Proteiny  jsou rozděleny do tří rodin Cys-loop receptory, ionotropní glutamátové receptory a ATP kanály.

## Klasifikace ionotropních receptorů
Dle evoluční homologie
- rodina nikotinových receptorů (pentamery): nikotinové (acetylcholin), GABAA a glycinové, 5-HT3 (serotonin)
- glutamátové ionotropní receptory (tetramery): AMPA, kainátové receptory a NMDA receptor

Dle účinku:
- agonista – aktivuje receptor v maximální možné míře,
- parciální agonista – částečná aktivace a z farmakologického hlediska stabilizátor aktivity receptoru („ani moc, ani málo“), např. buprenorfin (Subutex) využívaný při léčbě závislosti na opiátech
- antagonista – blokuje účinky neurotransmiteru a udržuje kanál v klidovém stavu, konstitutivní sporadické náhodné otevírání
- inverzní agonista – blokuje účinky neurotransmiteru a zároveň kompletně uzavírá
- pozitivní allosterický modulátor – jiné vazebné místo než transmiter, prodlužuje délku nebo zvyšuje frekvenci otevírání kanálu po jeho aktivaci neurotransmiterem, např. alkohol nebo benzodiazepiny na GABAA receptoru
- negativní allosterický modulátor – snižuje frekvenci otevírání kanálu po jeho aktivaci neurotransmiterem

## Kationtové Cys-loop receptory
| Typ                              | Třída   | IUPHAR-doporučený název            | Gen                   | Původní názvy                                    |
| -------------------------------- | ------- | ---------------------------------- | --------------------- | ------------------------------------------------ |
| Serotonin (5-HT)                 | 5-HT3   | 5-HT3A 5-HT3B 5-HT3C 5-HT3D 5-HT3E |                       | 5-HT3A 5-HT3B 5-HT3C 5-HT3D 5-HT3E               |
| Nicotinic acetylcholine (nAChR)  | alpha   | α1 α2 α3 α4 α5 α6 α7 α9 α10        |                       | ACHRA, ACHRD, CHRNA, CMS2A, FCCMS, SCCMS         |
| Nicotinic acetylcholine (nAChR)  | beta    | β1 β2 β3 β4                        |                       | CMS2A, SCCMS, ACHRB, CHRNB, CMS1D EFNL3, nAChRB2 |
| Nicotinic acetylcholine (nAChR)  | gamma   | γ                                  |                       | ACHRG                                            |
| Nicotinic acetylcholine (nAChR)  | delta   | δ                                  |                       | ACHRD, CMS2A, FCCMS, SCCMS                       |
| Nicotinic acetylcholine (nAChR)  | epsilon | ε                                  |                       | ACHRE, CMS1D, CMS1E, CMS2A, FCCMS, SCCMS         |
| Zinc-activated ion channel (ZAC) | ZAC     |                                    | ZAC1, L2m LICZ, LICZ1 |                                                  |

## Ionotropní glutamátové receptory
Na ionotropní glutamátové receptory se váže glatamátový neurotransmiter, který tvoří tetramery s extracelulární aminoterminální doménou (ATD) v každé podjednotce, která se podílí na složení tetrameru, zatímco extracelulární ligand vazebné domény (LBD) váže glutamát a transmembránové domény (TMD) tvoří iontový kanál. Transmembránové domény každé podjednotky obsahují tři transmembránové šroubovice a polovinu membránového helixu s reentrantní smyčkou. Po ATD na N konci následuje první polovina LBD, přerušená šroubovicí 1,2 a 3 TMD s druhou polovinou LBD a dokončovací helix 4 TMD na C-konci. Existují tedy tři spojení mezi TMD a extracelulárními doménami. Každé podjednotky tetrameru má vazebné místo pro glutamát tvořený dvěma LBD sekcemi tvořící tvar V. Pouze dvě z těchto míst v tetrameru musí být obsazena k otevření iontového kanálu. Samotný pór je tvořen především polovinou helixu 2 připomínající obrácený draselný kanál.

## ATP kanály
ATP kanály se otvírají v reakci na vazbu nukleotidu ATP. Vytváří trimer s dvěma řetězci s C- a N-konci uvnitř buňky.